# Czesław Rodziewicz
Czesław Rodziewicz (ur. 6 czerwca 1922 w Wilnie, zm. 11 stycznia 2013 we Wrocławiu) – pedagog, hafciarz, poeta, kolekcjoner, grafik, malarz, twórca ekslibrisów, członek wrocławskiej grupy grafików „Rys”, od 1973 Towarzystwa Miłośników Wrocławia i Towarzystwa Przyjaciół Sztuk Pięknych we Wrocławiu. Współzałożyciel Koła Miłośników Ekslibrisu we Wrocławiu (1980). Inicjator haftu wrocławskiego, honorowy członek i aktywny uczestnik Stowarzyszenia Twórców i Animatorów Kultury, twórca kompozycji obrazkowych z liści – liściaków. Sam siebie określał, jako twórcę sztuki pogodnej.

## Życiorys
Do 1944 r. mieszkał w Wilnie, gdzie ukończył szkoły niższe. W 1944 r. opuścił miasto jako ochotnik Wojska Polskiego. Od 1947 r. mieszkał we Wrocławiu. W latach 1966–1973 współorganizował i był wicekomandorem Ogólnopolskiego Rajdu Motorowo-Samochodowego Spółdzielni Transportowych Kraków – Frombork. We Wrocławiu pracował przez wiele lat jako instruktor terapii zajęciowej w Domu Pomocy Społecznej dla Dorosłych. Przez wiele lat współpracował z Wrocławskim Tygodnikiem Katolickim i Kurierem Polskim. W 1980 r. wraz z Romualdem M. Łuczyńskim i Mieczysławem Mazurkiewiczem powołał do życia Koło Miłośników Ekslibrisu we Wrocławiu

## Osiągnięcia twórcze
Pierwszy ekslibris wykonał w 1949 roku pod kierunkiem prof. Stanisława Dawskiego. Wykonał ponad 800 znaków książkowych. Ekslibrisy wykonywał w technikach: linoryt, offset, akwaforta, cynkotypia, kserokopia. Wydał dwie teki ekslibrisowe: „Iluzjoniści w ekslibrisach Czesława Rodziewicza” (Łódź 1980, nakład 25 egz.) i „Motywy ślężańskie w ekslibrisie Czesława Rodziewicza” (Sobótka 1980, nakład 600 egz.). Przez wiele lat zajmował się tworzeniem obrazów wyklejanych z liści („liściaki”), prowadził także liczne kursy i warsztaty dla młodzieży i nauczycieli z zakresu haftu, malarstwa i „liściaków”. W latach 1996–1997 wydawał własnym sumptem pierwsze tomiki swojej poezji.
Pochowany na Cmentarzu Grabiszyńskim we Wrocławiu.

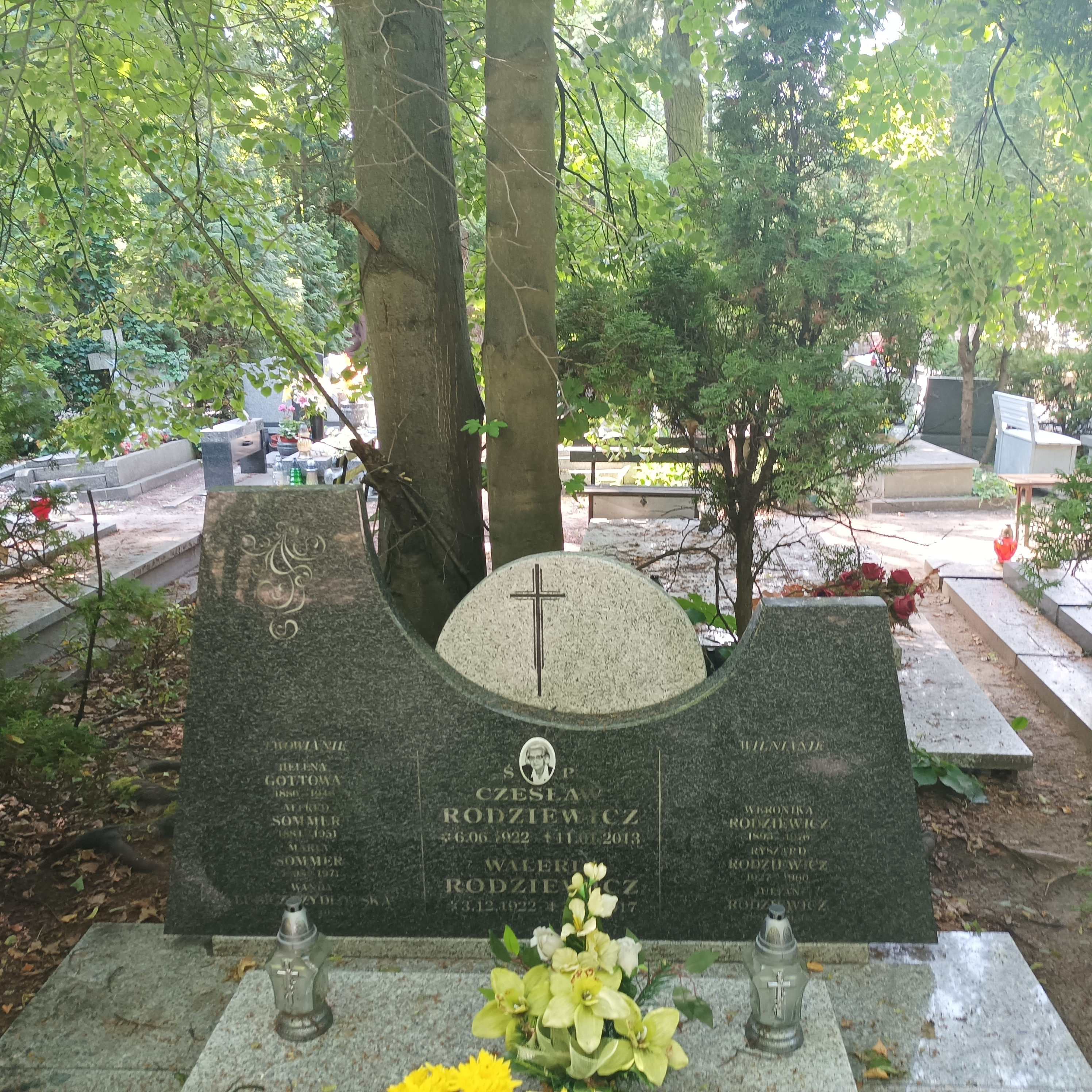
Grób Czesława Rodziewicza na Cmentarzu Grabiszyńskim

### Tomiki poezji Czesława Rodziewicza
- Odnaleźć siebie
- Dostrzec niewidzialne
- Barwy miłości
- Opowieści dla duszy
- Oczy od oczu piękniejsze
- Bajania znad Dobrej Rzeki
- Ulice żyją wspomnieniami (1997)

## Odznaczenia
- Medal Mikołaja Kopernika
- Medal 600-Lecia Lipusza
- srebrny medal „Światowid” za zasługi sportowe na ziemi krakowskiej
- Złota Odznaka „Zasłużony Dla Województwa Wrocławskiego i Miasta Wrocławia”
- Odznaka „Zasłużony Działacz Kultury”
- Nagroda im. Gustawa Morcinka za działalność kulturalną w Bielsku-Białej
- Srebrny Krzyż Zasługi (1985)

## Wystawy
Brał udział w ponad stu wystawach ekslibrisu w Polsce, Belgii, Holandii, Danii, Francji, Niemczech, Włoszech, USA, Estonii, Gruzji i na Litwie.